# Backeberg
Backeberg, stadsdel i Mariehamn, Åland. Här ligger bl.a. St Mårtens kyrka och Backebergs sportfält. Avgränsas i väster av Strandnäs skola (skolan ingår inte i stadsdelen) och i norr av Hindersbölevägen. I söder går gränsen vid Lemlandsvägen och i öster vid stadsgränsen.